# Dorien Reynaert
Dorien Reynaert (18 juli 1989) is een Belgische actrice. Ze is bekend van de televisieseries Echte Verhalen: De Buurtpolitie en Familie.

## Biografie
Reynaert speelde in de seizoenen 5-12 mee in de televisieserie Echte Verhalen: De Buurtpolitie, in de rol van Femke Van Acker. In 2019 werd bekendgemaakt dat ze samen met nog een paar andere collega's vervangen werd. Ze was nog te zien in seizoen 12 en de film De Buurtpolitie: Het Circus.
In 2020 was ze te zien in de VTM-soap Familie als Alex, een gastpersonage dat in de reeks overlijdt.
Reynaert acteerde ook in de films De Grote Geldroof en De Tunnel. Eerder deed ze modellenwerk voor onder andere de kledingketen JBC en ze heeft haar eigen evenementenbedrijf. Ze studeerde af als Event- en Projectmanager.